# La Boule de neige (album)
La Boule de neige è l'album d'esordio del compositore romano Pierluigi Castellano, pubblicato nel 1985 dall'etichetta General Music. La Boule de neige è la colonna sonora dell'omonimo spettacolo di danza di Fabrizio Monteverde.
La copertina è una riproduzione di un disegno di Jean Cocteau.

## Tracce
1. Elisabeth
2. La Boule (Tema Doppio)
3. Tango
4. Danza Dei Metalli
5. Chanson D'Orphée
6. Battaglia
7. Ouverture De Neige

## Formazione
- Pierluigi Castellano - sintetizzatore - pianoforte - clarinetto
- Antonello Leofreddi - violino
- Patrizia Nasini - voce
- Alfredo Santolici - sassofono
- Francesca Taviani - violoncello
- Valerio Serangeli - basso elettrico
- Mike Applebaum - tromba

## La Boule de neige (Remastered)
Nel 2000, esce una nuova edizione dell'album che presenta un nuovo missaggio oltre a numerosi inediti.

### Tracce
1. Elisabeth - 3:40 -
2. La Boule (Tema doppio) - 8:26 -
3. Tango - 4:21 -
4. Danza dei metalli - 4:08 -
5. Chanson D'Orphée - 5:11 -
6. Battaglia - 7:27 -
7. Ouverture De Neige - 5:04 -
8. Savana - per Tatto - 3:45 - di Enrica Palmieri
9. Tatto - per Tatto - 8:20 - di Enrica Palmieri
10. Orione 2 - 3:32 - per il programma radiofonico Orione di Rai Radio 3
11. The sleepless night - 2:38 - *
12. Saturn step - 2:39 - *
13. Aye Aye - 3:03 - *

- Gli ultimi tre pezzi sono opera della seconda ed ultima incarnazione dei Modern Composers, un trio che comprendeva Luca Spagnoletti, Alfredo Santoloci e Pierluigi Castellano.